# Sherrill (Arkansas)
Sherrill is een plaats (town) in de Amerikaanse staat Arkansas, en valt bestuurlijk gezien onder Jefferson County.

## Demografie
Bij de volkstelling in 2000 werd het aantal inwoners vastgesteld op 126.
In 2006 is het aantal inwoners door het United States Census Bureau geschat op 119, een daling van 7 (-5,6%).

## Geografie
Volgens het United States Census Bureau beslaat de plaats een oppervlakte van
0,4 km², geheel bestaande uit land. Sherrill ligt op ongeveer 66 m boven zeeniveau.

## Plaatsen in de nabije omgeving
De onderstaande figuur toont nabijgelegen plaatsen in een straal van 24 km rond Sherrill.